# Átma
Átma nebo též átman (v dévanágarí आत्मा nebo आत्मन्, stř. rod, přepisované s malým počátečním písmenem) je hinduistický termín označující pojem o individuální podstatě či individuální identitě každého jedince a do češtiny se překládá většinou jako jáství, já, duše nebo nadduše.

Pojem átma je plně rozebírán v upanišadách a základním poselstvím z tohoto rozboru je totožnost átma a brahman, tedy individuální podstaty každého jedince a univerzální podstaty všeho. 
Pokud jde o vztah mezi nejvyšším kosmickým fenoménem brahma a duchovní podstatou člověka, dospívají všichni autoři upanišad k jednotnému závěru - k přesvědčení o jejich totožnosti.

 Základem je tedy poznání átma a zjištění, že je vskutku totožné s brahma. Tak je možno dosáhnout vysvobození (mókša) z koloběhu životů (samsára). Toto poznání není pouhé intelektuální poznání, ale prožitek této jednoty, kterého je možno dosáhnout různými způsoby. V upanišadách se někdy mluví o soustředění na átma nebo meditaci, že vše je Brahma. V nejstarších upanišadách je možné nalézt i zmínky o milosti, kterou člověk může dojít tímto zjištěním.

## Interpretace átma
Všechny indické filosofické směry s pojmem átma nějakým způsobem pracují, i když třeba buddhistická filosofie nebo materialističtí lókájatikové jeho existenci popírají. Pojem átma je v různých filosofických školách interpretován různě. V Brhadáranjakópanišadě III.9.26, která je jednou z nejstarších, je átma popisováno následovně:
Ono Já není to ani to (néti néti). Je neuchopitelné, protože je nelze uchopit. Je nezničitelné, protože se nezničí. Je nelpějící, protože nelpí. Je nespoutané, netrpí, není zraňováno.
Brhadáranjakópanišad III.9.26
Rovnice átma = brahman je základem učení védanty, která je jedním z šesti duchovních směrů hinduismu. Zvláště advaita védanta drží tuto rovnici v jejím nejsilnějším smyslu, tedy, že i átma je jen jeden a vše je ve výsledku jedno. Zdání dvojnosti (duality) je pouze iluze (májá). Átma je v tomto případě chápáno velice abstraktně jako bytí, vědomí, blaženost (sat-čit-ánanda) a v důsledku toho neexistuje lidská individualita. Aby bylo možné vysvětlit takové věci jako je reinkarnace nebo karma, existuje jáství (ahankára). Advaita védanta učí, že kvůli nevědomosti si člověk myslí, že je hmotnou individualitou (upádhi) na základě jáství (ahankáry), a proto si musí uvědomit, že jeho skutečnou podstatou je átma, které je ztotožněné s brahman.
Naproti tomu dvaita védanta považuje átma za odlišné od brahman a učí, že podle některých upanišad, purán, Bhagavadgíty nebo i védánty sútry jich existuje více. Podle těchto nauk zůstává brahman věčný a neměnný, přičemž individuální átma (džívátma) prochází různými reinkarnacemi.
Podle véd a upanišad se individuální átma (džívátmá) a neprojevený átma (paramátmá) nacházejí v těle jako dva ptáci na jednom stromě. Jejich vzájemnou interakci lze vysvětlit na moderním příkladu počítače. Fyzické tělo lze přirovnat k hardware, subtilní či astrální tělo k software, jáství (ahankára) k rozhraní, pránu k elektřině, duši (átmu) k uživateli a neprojeveného átmu (paramátma) k systémovému operátorovi ovládajícímu síť ostatních počítačů (těl). Funkčnost systému je dána stavem těl. Když jsou těla nepoužitelná, duše je opustí a systémový operátor (paramátmá) jí přidělí jinou duši (átma) podle zásad karmy a teorie reinkarnace.
Syntézou advaity a dvaity je nauka o nepochopitelné odlišnosti a totožnosti (ačintja bhedábheda tattva), kterou učil Čaitanja Maháprabhu. Totožnost je chápána jako kvalitativní a odlišnost jako kvantitativní.
Pojem átma je používán i v józe a sánkhje. Pataňdžali vysvětluje v jóga sútrách II.5. nevědomost, jako stav, kdy „člověk považuje své pomíjivé (anitja), nečisté (ašuči), strastiplné (duhkha) a neduchovní (anátma) za věčné (nitja), čisté (šuči), blažené (sukha) a duši (átma)“. Toto učení mělo veliký vliv a je rozebíráno i v duchovních textech Bhagavadgíty.
V ritualistické literatuře bráhman se pojem átma používá pro obětiště (nitja) a oběť (kámja). Nitja jsou obětiště určená k trvalému udržování řádu světa (rta) a oběti (kámja) jsou splněná přání obětujících. Kátjájana šulba sútra jmenuje deset typů těchto obětišť. Obětiště z vrstev nepálených cihel, znázorňovalo posvátný rok, rytmus přírody a času se světy podsvětí, země a nadsvětí. Oběť nabývala podob světla nebo orla (šjény) a jednala s bohy o výsledku oběti a tím nabyla mocných psychických sil. Pro takové mocné a dlouhotrvající obřady jako byl obřad zimního slunovratu (mahávratah), užíval obětující dechová cvičení (pránájámu), aby ovládl jemné energie dechu (prány).
V áranjakách, bráhmanách a jejich součásti, upanišadách, jsou popsány metody, jimiž lze odhalit pozadí hrubohmotného a jemného pránického světa v prostoru duchovního srdce, átma v ákáši (éteru). Poznání átma odhaluje, že duchovní příroda je charakterizována rytmy vdechu a výdechu, pocity a podněty, zatímco átma a paramátma, ztotožněné s absolutním brahman ničemu nepodléhají. Teorie átma jako jáství je podle Advaita védánty chybná. Jáství sice koření v átma, ale átma samo není jáství (ahankára) děděné podle zásad karmy, ale je souhrnem iluzí (májou) a dočasným vznikáním a zanikáním. Átma je jednou z nejcennějších hodnot védské nauky.

## Citáty
Upanišady o átma říkají (v překladu D. Zbavitele):
- "Nejjemnější podstata zde, vlastní tomu všemu, je pravda. To je átma. To jsi ty Švétakétu." (Čhándógjópanišad VI.9 an.)
- "Toto átma je hráz (most), rozdělovatel k oddělení těchto světů. Tuto hráz nepřekročí dny a noci, ani stárnutí, ani smrt, ani zármutek, ani dobré, ani špatné skutky. Všechny zla se od ní odvrátí, neboť tento brahmovský svět je prost zla. Proto přejda přes tuto hráz, slepec se stane neslepým, zraněný nezraněným a trápený netrápeným." (Čhándógjópanišad VIII.4.2)
- "Odcházejí, nezískavše átma, nepoznavše átma. Kdo se bude držet takového učení, ať už jsou to bozi nebo asurové, zahyne." (Čhándógjópanišad VIII.8.4)
- "Moudrý se nermoutí, pozná-li átma jako beztělného v těle, stálého v nestálých, velikého, vším prostupujícího." (Kathópanišad II. 22)
- "Lukem je slabika ÓM, šípem je átma a cílem je to, co bylo nazváno brahma. Pozorně je třeba zasáhnout - pak splyneš s ním v jedno jako šíp s terčem." (Mundakópanišad II.2.4)
- "Menší než nejmenší, větší než veliké je átman ukrytý ve sluji tohoto tvora." (Švétášvatarópanišad III.20)

Citáty z Bhagavadgíty (v překladu J. Filipského a J. Vacka, kteří překládají átma jako „Já“):
- "Někteří spatřují Já svým já ve vlastním já pomocí rozjímání, druzí kázní rozmyslu a jiní sebekázněním činy. Jiní však, kdo to neznají, uctívají, jak slyšeli od druhých. I oni překonají smrt, upírajíce se k tomu, co slyšeli.„ (XIII.24-25)
- “(Kršna říká:) Jsem, Gudákéšo, (věčné) Já, jež sídlí v srdci všech bytostí, jsem počátek bytostí, jejich střed i konec. (X.20)